# Lehemetsa
Lehemetsa (Võro: Lehemõtsa) is een plaats in de Estlandse gemeente Võru vald, provincie Võrumaa. De plaats heeft de status van dorp (Estisch: küla).
Tot in oktober 2017 hoorde Lehemetsa bij de gemeente Lasva. In die maand werd Lasva bij de gemeente Võru vald gevoegd.

## Bevolking
De ontwikkeling van het aantal inwoners blijkt uit het volgende staatje:
| Jaar            | 2000 | 2010 | 2011 | 2017 | 2019 | 2021 |
| --------------- | ---- | ---- | ---- | ---- | ---- | ---- |
| Aantal inwoners | 21   | 30   | 22   | 22   | 25   | 30   |

## Geografie
Lehemetsa ligt 6 km ten oosten van de stad Võru. De spoorlijn Valga - Petsjory, die sinds 2001 alleen nog voor goederenvervoer wordt gebruikt, vormt de zuidgrens van het dorp. Het had geen halte aan de lijn.

## Geschiedenis
Lehemetsa werd pas in 1937 voor het eerst genoemd als boerderij op het grondgebied van het dorp Kääpa. In 1939 was de boerderij een nederzetting geworden. Oorspronkelijk heette ze Konna.